# 사백년의 꿈
《사백년의 꿈》는 2011년 3월 27일부터 2011년 4월 3일까지 방영된 KBS 드라마 스페셜 연작 시리즈 시즌 1 네 번째 작품이다.

## 등장 인물

### 주요 인물
- 한은정 : 강희선 / 수희 역 - 해부학과 교수
- 류태준 : 조현민 / 무현 역 - 미라 발견된 고택의 종손, 영화감독
- 안병경 : 조덕기 역 - 현민의 오촌 당숙, 종갓집 고택의 실질적 관리자
- 한정국 : 홍 교수 역
- 서지영 : 오하나 역 - 현민의 후배, 조감독
- 김병찬 : 유재범 역 - 희선의 대학선배, 정신과 전문의
- 허재호 : 동민 역 - 덕기의 아들

### 그 외 인물
- 김형미 : 다슬 역
- 유종근 : 문중 어른 역
- 김천만 : 조 현감 역
- 홍성숙 : 무현의 어머니 역
- 전서영 : 김 교수 역
- 조하원 : 김선화 역
- 신해성 : 강지현 역
- 권민경 : 남현숙 역
- 윤지오 : 김숙경 역
- 임재근 : 길훈 역
- 노현정 : 여의사 역
- 진원 : 연구원 역
- 추승욱 : 정신과 선배 역
- 임미경 : 학예사 역
- 강성호 : 최씨 역
- 이정성 : 오씨 역
- 선풍 : 오 형사 역
- 조선형 : 김 형사 역
- 최윤준 : 종복 1 역
- 강철중 : 종복 2 역
- 김문찬 : 괴한 1 역
- 이상표 : 괴한 2 역

## 수상
- 2011년 KBS 연기대상 연작·단막극상 - 한은정